# Molly Monster - Il film
Molly Monster - Il film (titolo originale Molly Monster - Der Kinofilm) è un film d'animazione del 2016 dei registi Ted Sieger, Matthias Bruhn e Michael Ekbladh.
Pellicola di coproduzione tedesco-svedese-svizzera di 70 minuti, è rivolta a bambini dai 3 anni. Il film è stato premiato con il Calice d'oro per l'animazione al 19° Shanghai International Film Festival 2016 e nominato per il premio Regista dell'anno al Cartoon Movie.

## Trama

Molly sulla teleferica

Nello strano paese di Mostrolandia, la piccola mostriciattola Molly è l'unica figlia di Popo ed Etna Monster, due simpaticoni con nasi da coccodrillo lunghissimi. Molly vive con entusiasmo l'arrivo di un nuovo membro della famiglia: la mamma Etna ha dato alla luce un uovo (che dovrà essere covato dal papà).
I genitori dovranno iniziare un viaggio lunghissimo per portare l'uovo che contiene il fratellino verso l'Isola delle Uova, luogo in cui nascono tutti i piccoli mostri. Purtroppo Molly non potrà accompagnarli e dovrà rimanere a casa, accudita dagli zii pasticcioni Alfredo e Santiago.
La piccola Molly si accorge però che i genitori hanno dimenticato a casa un dono molto importante: un berretto di lana da lei creato per il futuro fratellino. Molly decide così di scappare di casa e raggiungere la sua famiglia, accompagnata dal suo inseparabile amico Edison. Insieme al suo giocattolo a molla, Molly viaggerà per tutta la coloratissima Mostrolandia, attraversando le "colline deserte e solitarie" ed incontrando nuovi amici.

## Promozione

Molly sul ponte

Il lungometraggio è stato presentato in prima mondiale al 66º Festival internazionale del cinema di Berlino, dove è stato selezionato dalla direzione del festival per la categoria Generazione Kplus. Il film è già stato premiato come "particolarmente prezioso" dalla Deutsche Film- und Medienbewertung (FBW).
In seguito il film ha partecipato al 31º Festival internazionale del cinema di Guadalajara dal 4 al 13 marzo 2016, dove la Svizzera è stata l'ospite d'onore in occasione del 70º anniversario dell'instaurazione delle relazioni diplomatiche tra il Messico e la Confederazione elvetica.
Dal 26 febbraio al 20 marzo ha partecipato al New York International Children's Film Festival. In seguito ha partecipato ad oltre 40 festival, tra cui Lione, Erfurt, Buenos Aires, Shanghai, Hong Kong e il 46° Giffoni Film Festival.
Il film è stato distribuito in oltre 100 paesi, tra cui Francia, Gran Bretagna, Cina e Corea del Sud.
Il 24 dicembre 2017 è stato trasmesso per la prima televisiva dall'emittente svizzera SRF 1. In Italia è stato trasmesso da Rai YoYo per la prima volta il 29 giugno 2019.
Nel marzo 2016 La Posta Svizzera ha emesso due francobolli da un Franco con scene del film: "Molly sulla teleferica" e "Molly sul ponte".

## Accoglienza
La valutazione mediatica e cinematografica tedesca ha giudicato "particolarmente prezioso" il lungometraggio Molly Monster. La giuria di esperti ha scritto nella sua valutazione: "Con il suo ritmo narrativo lento e l'animazione chiara, colorata e disegnata con amore, Molly Monster è estremamente adatto ai bambini. Ci sono anche alcuni intermezzi messi in scena in modo affascinante in cui si cantano canzoni. Non c'è modo migliore per fare un film per il più piccolo pubblico".

## Premi
- Shanghai International Film Festival 2016: migliore animazione
- BUFF International Film Festival 2016: miglior film europeo per bambini